# Storia di Matera
Una delle caratteristiche principali della storia della città di Matera è quella che il suo territorio è stato abitato senza soluzione di continuità dal paleolitico fino ai nostri giorni, pertanto Matera viene considerata una delle città più antiche al mondo..

## Origine del nome
Se il nome del villaggio preistorico che ha formato il primo nucleo è ignoto, sull'origine del nome della città sono state fatte diverse ipotesi. Alcuni studiosi, in particolare il Cely Colaianni, parlano di Mateola antica città iapigia accanto alla quale scorre una fossa attraversata da torrenti chiamata dai Greci Mataios olos (tutto vacuo), da cui il nome di Mataia ole, trasformatosi poi in Mateola. In età ellenica accoglie profughi di Metaponto e di Heraclea dopo la loro distruzione (da cui proviene un'altra ipotesi suggestiva sull'origine del nome della città, Met+Hera). Secondo altre fonti, il nome deriverebbe dalla radice Mata, che significa mucchio, cumulo di rocce, o ancora dal greco Metèoron, cielo stellato, per l'impressione che offrono dall'alto i lumi notturni delle due valli dei Sassi. Al consolato romano di Quinto Cecilio Metello Numidico, che la riedifica e la fa cingere di mura e di alte torri, risale infine un'altra ipotesi sull'origine del nome Mateola. Plinio il Vecchio inoltre nella sua Naturalis historia (Liber III, 105) chiama Mateolani gli abitanti della città e li elenca tra gli Apuli, anche se la desinenza dell'aggettivo in -anus evidenzia chiaramente l'influenza osca dei Lucani, in quanto la città era situata proprio sul confine apulo-lucano nella regione anticamente chiamata Peucezia.

## Le età preistoriche

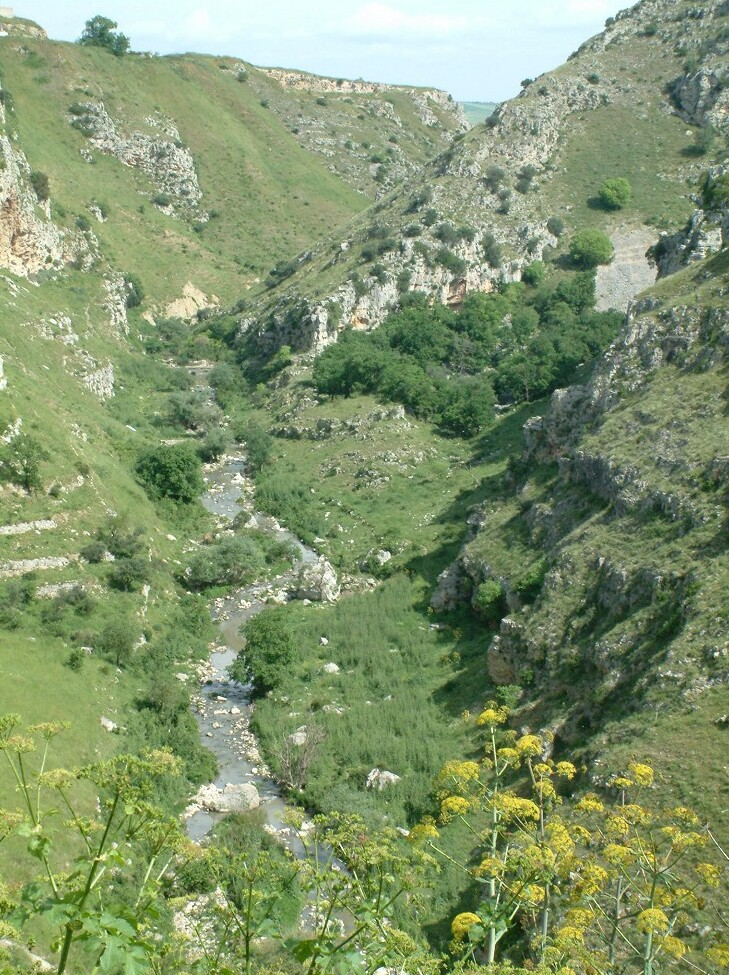
La Murgia di Matera, primo nucleo dell'odierna città, attraversata dal torrente Gravina

Dall'antico periodo Paleolitico corrispondono i ritrovamenti di diversi oggetti, alcuni dei quali custoditi nel Museo archeologico nazionale Domenico Ridola, attestanti la presenza di gruppi di cacciatori nel territorio materano.
Per quanto riguarda il Neolitico il territorio di Matera costituisce una località molto importante, data la presenza di numerosi villaggi trincerati risalenti a quel periodo. Il riscaldamento del clima successivo all'ultima glaciazione ha consentito agli abitanti di stabilirsi sul territorio, differentemente dai cacciatori delle epoche precedenti che erano nomadi, e di cominciare a praticare l'agricoltura e l'allevamento. I villaggi neolitici del Materano, oltre ad essere circondati da trincee, mostrano ancora le buche per i pali delle capanne, cisterne e fosse per il grano, e diverse tombe ipogee. Inoltre, il territorio materano è considerato molto importante per il neolitico a causa della scoperta di una famosa ceramica, detta di Serra d'Alto dal luogo in cui è stata ritrovata, che rappresenta il culmine dell'abilità artistica in questo settore artigianale. A questa si aggiungono le ceramiche neolitiche ritrovate nella Grotta dei Pipistrelli e nella sottostante Grotta del Sepolcro.
Con le successive Età dei metalli, gli insediamenti cominciano a spostarsi sulla sponda destra della Gravina, meglio difesa e dalla superficie più tenera, il tufo, che permette con i nuovi utensili di metallo uno scavo più facile. Con il diffondersi della pastorizia, poi, si sviluppa anche la transumanza, lungo i tratturi. Si tracciano così dei percorsi, e fra questi l'area subappenninica delle Murge costituisce territorio di passaggio. Lo stabilirsi della popolazione ed il sorgere di attività legate ai commerci rende possibile il sorgere di quelle istituzioni economiche, religiose, politiche che danno origine ad una città.

## Età classica
Sorta su un preistorico villaggio trincerato, la città che si sviluppa successivamente ha probabili origini greche, come afferma il Volpe nelle sue Memorie storiche profane e religiose sulla città di Matera, citando anche l'Ughelli, il Pacichelli ed il Padre Bonaventura da Lama che erano giunti a tale conclusione. Ciò sarebbe confermato dall'emblema della città, il bue con le spighe di grano, che secondo il Volpe stesso è un simbolo tipico della Magna Grecia; inoltre il Gattini cita l'ipotesi di alcuni storici secondo i quali riprodurrebbe l'emblema della città di Metaponto, che era appunto un bue, mentre le spighe di grano erano figure ricorrenti nelle monete greche. Gattini a conferma di ciò cita anche alcuni versi del poeta Tommaso Stigliani: «Il marinaro di Metaponto antica, la quale a nostra età dett'è Matera», e fa riferimento all'accoglienza data da Matera ai profughi metapontini dopo la distruzione della loro città da parte di Annibale.
Durante l'età classica, prima greca e poi romana, Matera subisce l'iniziativa dei popoli che giungono alternativamente da Settentrione o dalla costa. Tuttavia le testimonianze greche sono diverse, tanto da ipotizzare che la città abbia avuto più stretti rapporti con le colonie della Magna Grecia situate sulla costa ionica metapontina. Nel territorio di Timmari sono stati rinvenuti diversi reperti Magno Greci in un'antica necropoli e una tomba principesca che si pensa appartenga ad Alessandro il Molosso, zio di Alessandro Magno.
Dell'epoca romana invece le testimonianze sono più scarse, e consistono principalmente in una discussa torre (la torre Metellana); in questo periodo la città, situata vicino alla via Appia, funge soprattutto come centro di passaggio e di approvvigionamento di frumento.
Infine con la suddivisione delle regioni augustee Matera, come tutta la sponda sinistra del fiume Bradano, fa parte della Regio II Apulia et Calabria.

## Il Medioevo e i secoli successivi

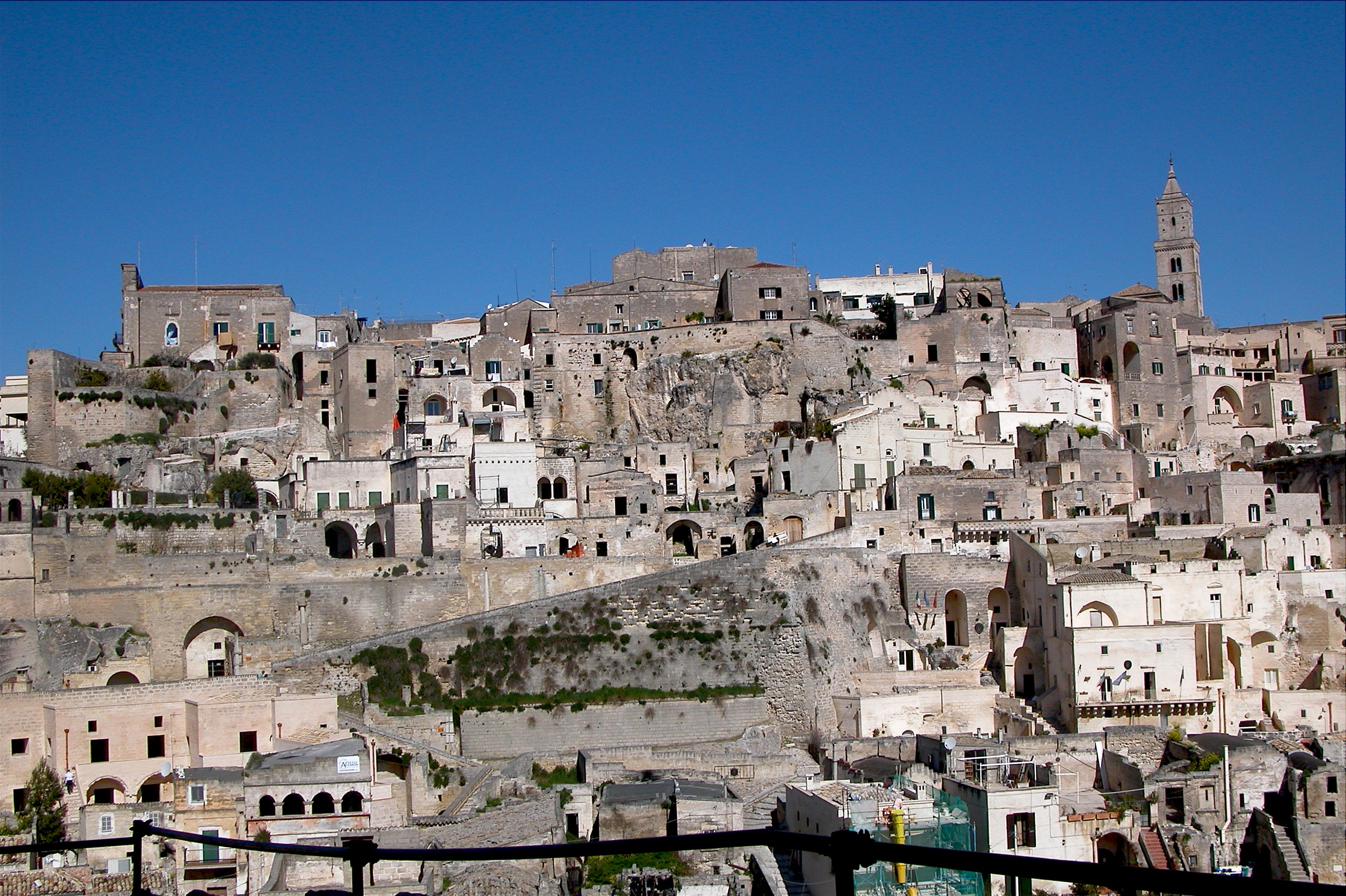
Panorama dei Sassi di Matera oggi

Solo nell'Alto Medioevo, dopo la caduta dell'Impero Romano d'Occidente e l'arrivo dei Longobardi intorno al VI secolo d.C. (nel 664 d.C. la città viene annessa al Ducato di Benevento), Matera, assume le caratteristiche di città. Sorgono nuovi agglomerati sparsi, detti casali. La città viene contesa più volte dagli stessi Longobardi, dai Bizantini e dai Saraceni, e nell'867 viene distrutta dall'Imperatore Ludovico II, alleato con i Longobardi contro i Saraceni; ancora nel 994 viene assediata dai Saraceni, ma resiste eroicamente.
Solo dopo l'arrivo dei Normanni, intorno al Mille, trova un periodo di calma. Dopo l'insediamento dei Normanni nell'Italia meridionale, nel 1043 Matera è retta dal conte Guglielmo Braccio di Ferro. La città, costituita allora dalla rupe della Civita, è cinta di mura da un lato, mentre dall'altro lato è protetta dal burrone della Gravina. Nel 1093 a Matera soggiorna per diversi mesi presso il monastero di Sant'Eustachio il papa Urbano II, costretto a un esilio temporaneo in quanto a Roma si era insediato l'antipapa Clemente III; durante la sua permanenza, concede indulgenze ai fedeli in visita alla chiesa di Santa Maria de Armenis. Nel frattempo, a partire dall'VIII secolo, monaci eremiti e comunità monastiche si stabiliscono nelle grotte della Gravina trasformandole in chiese rupestri (ce ne sono circa 150), impreziosite da affreschi di stile bizantino; Matera diventa così il fulcro della cosiddetta civiltà rupestre. I Normanni, seguaci della Chiesa Romana, tendono ad affermare la loro religione, cosa che avviene in maniera netta nel XIII secolo, quando viene costruita la Cattedrale, simbolo di potenza della Chiesa Occidentale, che con la sua mole domina le valli sottostanti dei Sassi. Dall'alto del campanile si ha sotto controllo l'orizzonte molto vasto della campagna, molto importante per la città dal punto di vista economico.
La città è ancora per la maggior parte circoscritta alla Civita, e i Sassi si vanno popolando a macchia di leopardo, e solo intorno al 1500 le mura della Civita perdono la loro funzione in quanto la città si è ampliata fino a comprendere i due Sassi.
Nei secoli seguenti, fra pestilenze e terremoti, Matera passa anche attraverso una breve fase comunale per approdare nel XV secolo agli Aragonesi e attraverso questi ultimi, al conte Tramontano. Nel frattempo nel 1481 la città, che ha partecipato alla difesa di Otranto dall'assalto dei Turchi, ospita il Re di Napoli Ferdinando I (detto anche Ferrante), che la sceglie come sua residenza provvisoria e come base della sua controffensiva.

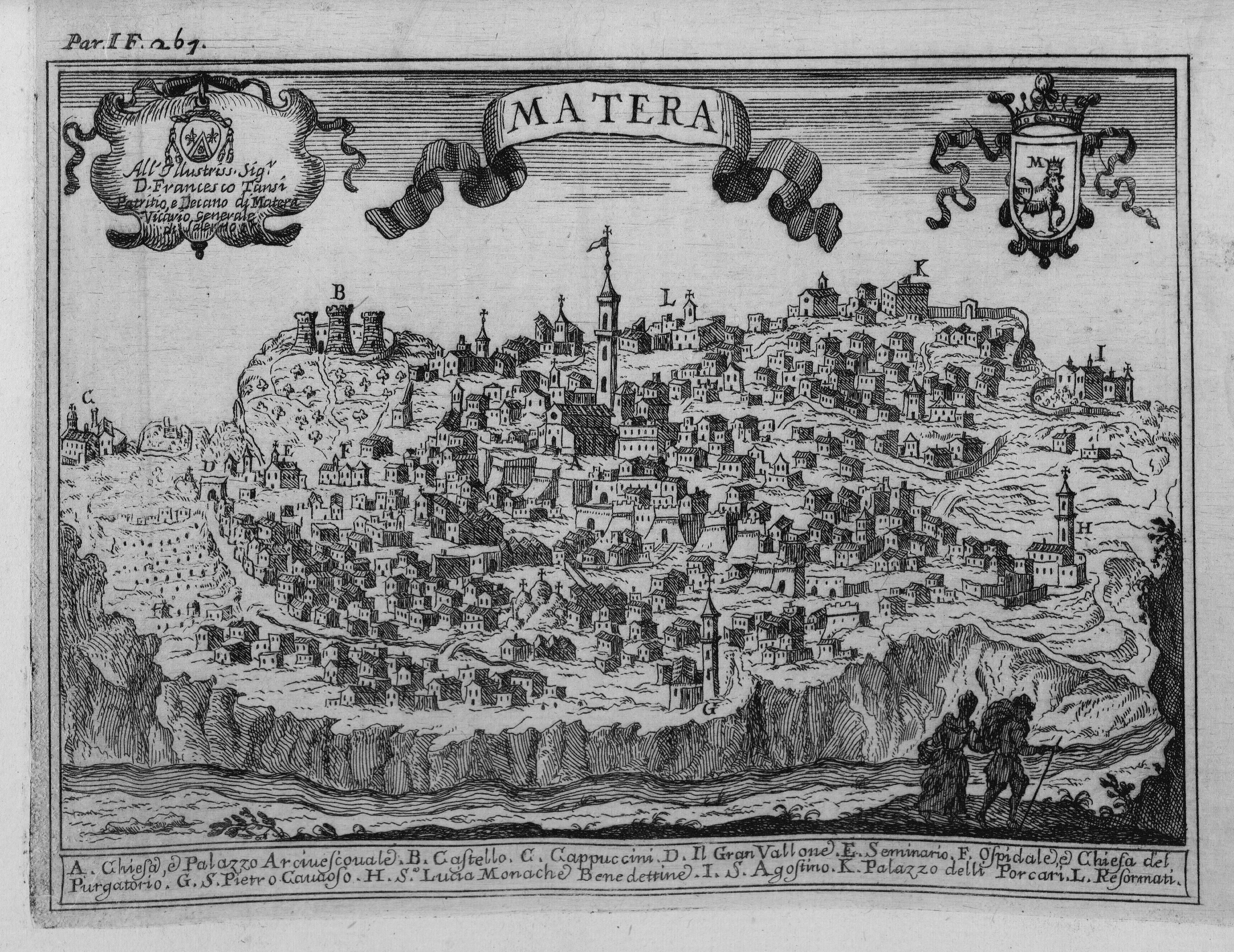
Veduta della città ne Il Regno di Napoli in prospettiva, 1703, di Giovan Battista Pacichelli

Nel 1514, però, la popolazione inferocita dalle ingiustizie subite ed oppressa dalle tasse insorge e uccide il conte Giovan Carlo Tramontano. Singolare è la storia della città che per godere il privilegio di città libera ad autonomo reggimento, dipendente cioè non da un barone ma direttamente dal re di Napoli, è costretta a riscattarsi l'autonomia più volte con grandi sacrifici. Tra la fine del XV e l'inizio del XVI secolo si registra un incremento demografico dovuto anche all'immigrazione degli Schiavoni, popolazioni di origine serbo-croata ed albanese, che fondano un vero e proprio quartiere popolando quella parte dei Sassi a tutt'oggi nota con il nome di Casalnuovo.
Nel 1663, in epoca spagnola, Matera esce dalla provincia di Terra d'Otranto, di cui fino ad allora era parte integrante, diventando capoluogo della Basilicata e sede di Regia Udienza. La presenza del Tribunale della Regia Udienza favorisce il formarsi di una classe di giurisperiti, impegnati nelle contese che vedono contrapporsi le Università e i baroni. La città vive quindi un periodo di sviluppo edilizio e demografico, favorito anche dai vivaci contatti commerciali con i porti pugliesi e da un'attiva vita culturale. Il titolo di capoluogo le rimane fino al 1806, quando Giuseppe Bonaparte trasferisce le competenze a Potenza.

## L'Ottocento ed il Novecento
I Sassi, che fino alla fine del 1700 erano un esempio di integrazione perfetta fra l'uomo e l'ambiente, hanno subito negli ultimi due secoli un degrado notevole, che li ha portati all'appellativo di "vergogna nazionale". Diventano una sorta di ghetto contadino dove le condizioni sociali si fanno sempre più difficili. L'aumento di popolazione (oltre 15 000 abitanti) porta ad una frantumazione dei vicinati in più unità e ad un uso abitativo anche di quegli ambienti prima adibiti a cisterne o depositi. A fine secolo l'onda della Repubblica Napoletana giunge in città, ancor più perché capoluogo di Basilicata ora dipartimento del Bradano con commissario governativo l'aviglianese Nicola Palomba; i notabili cittadini si schierano per convenienza con i Giacobini (pronti a cambiar casacca con l'arrivo in città del cardinale Fabrizio Ruffo) il popolo ingenuo in primis credette agli ideali repubblicani presentatigli ma l'esperienza di vita gli fece immediatamente intendere di cosa in realtà si trattasse e il primo a pagarne le conseguenze fu inevitabilmente il popolo, tra cui il giovane martire della rivoluzione Giovanni Firrao, figlio dell'ex sindaco di Matera. Materano fu il redattore del Catechismo ufficiale della Repubblica Napoletana, che aveva il compito di educare i sudditi a divenire cittadini. Il "Catechismo nazionale pe'l cittadino" fu redatto dal canonico Onofrio Tataranni, dopo aver vinto il primo premio indetto dal governo provvisorio della Repubblica. L'Ottocento a Matera è centrato in gran parte sulla questione della ripartizione ai privati delle terre demaniali e confiscate ai baroni ed alle chiese, che però viene effettuata molto lentamente e provoca numerosi contrasti. Nell'agosto 1860 si verifica l'episodio più grave, con l'eccidio del conte Gattini, in cui i contadini materani, aizzati anche da quella parte della nobiltà reazionaria e legittimista che mal sopportando alla vigilia dell'Unità la venuta del nuovo regime inizia a promettere redistribuzioni di terre in caso di vittoria, si sollevano ancora una volta contro i proprietari terrieri assassinando durante i tumulti il conte Gattini e due suoi dipendenti. È questo un episodio precursore del brigantaggio, fenomeno di ribellione post-unitaria che interessa anche l'area materana in particolare con le bande di Rocco Chirichigno di Montescaglioso, Vincenzo Mastronardi di Ferrandina, Eustachio Fasano di Matera, evaso dal carcere dove era detenuto per i moti contadini dell'agosto 1860, ed infine circa trent'anni più tardi con Eustachio Chita, detto Chitaridd, considerato l'ultimo brigante sebbene operasse in maniera isolata e non facesse parte di quel brigantaggio post-unitario ormai definitivamente sconfitto. Materano comunque fu uno dei mille che ebbe un ruolo importante nello sbarco di Giuseppe Garibaldi in Sicilia, il colonnello Giambattista Pentasuglia; un altro garibaldino fu il generale Antonio Raffaele Giannuzzi.

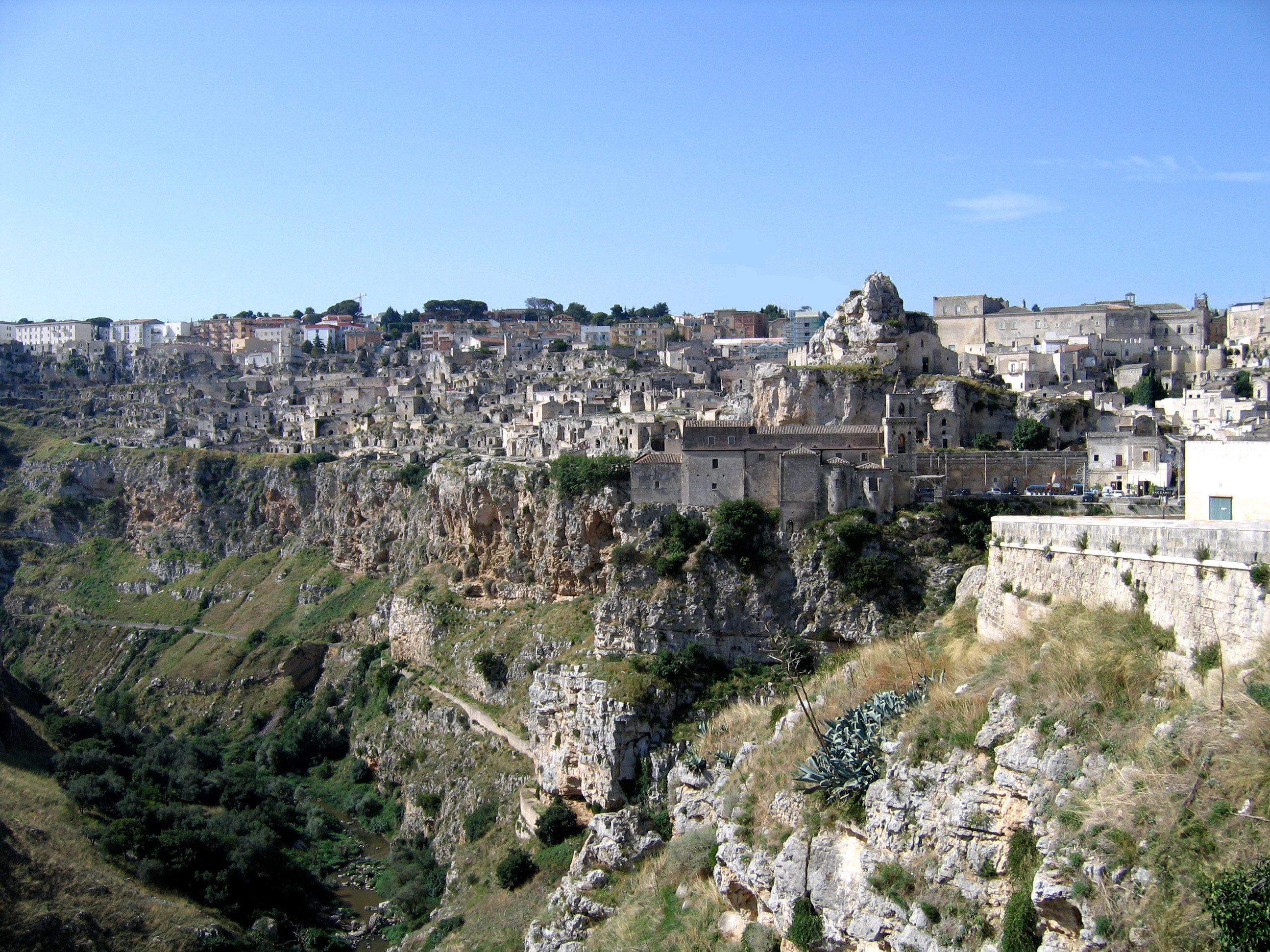
Altra veduta dei Sassi

Nel 1927 la città diventa capoluogo di provincia. Occorre ricordare che nel 1935 la provincia di Matera ha ospitato il confino dello scrittore, medico e pittore Carlo Levi, il quale, sulla scorta di quella che è diventata un'esperienza umana profonda, nel 1945 pubblica il romanzo Cristo si è fermato a Eboli. Nel 1975, alla sua morte, Levi viene seppellito per sua volontà ad Aliano.
Durante gli anni della seconda guerra mondiale tra il 1940 e il 1943, Matera accolse in soggiorno coatto anche 11 profughi ebrei, in maggioranza provenienti dai Balcani. Vi rimasero fino alla Liberazione, con l'eccezione di una di loro cui fu concesso di emigrare nel dicembre 1940.
Matera è la prima città del Mezzogiorno ad insorgere contro i nazisti e per questo insignita della Medaglia d'argento al valor militare e della Medaglia d'oro al valor civile. Il 21 settembre 1943, giorno dell'insurrezione di Matera, il popolo materano si ribella contro l'oppressione esercitata dall'occupazione nazista. Undici persone trovano la morte a seguito dei mitragliamenti tedeschi in ritirata. La giornata raggiunge il suo culmine con la feroce rappresaglia nazista che costa la vita ad altre 15 persone, sia civili che militari, fatte saltare in aria nel "palazzo della milizia", tra cui Natale e Francesco Farina, rispettivamente figlio e padre; quest'ultimo si era recato nell'edificio prima della demolizione per tentare di far liberare il figlio pagando un riscatto. Con la Liberazione tornarono alla libertà anche tutti gli internati ebrei. Sarebbero rimasti in località dell'Italia meridionale fino alla fine della guerra.
Nel 1948 nasce la questione dei Sassi di Matera, sollevata da Palmiro Togliatti prima, e da Alcide De Gasperi dopo. I Sassi diventano il simbolo nazionale dell'arretratezza e del sottosviluppo del meridione d'Italia. Nel 1952 si giunge allo stanziamento di fondi per la costruzione di nuovi quartieri residenziali che avrebbero costituito la città nuova nella quale far confluire le 15 000 persone che abitavano le case-grotta. La città di Matera diventa così un autentico laboratorio; nasce la Commissione per lo studio della città e dell'agro di Matera, promossa dall'UNRRA-CASAS ed istituita da Adriano Olivetti, presidente dell'Istituto Nazionale di Urbanistica e dal sociologo Friedrich G. Friedmann, che si avvale di esperti in diverse discipline quali storia, demografia, economia, urbanistica, paleoetnologia, sociologia, ed intervengono esponenti prestigiosi dell'urbanistica italiana, per progettare e creare quartieri che riprendano il più possibile i modelli di vita sociale dei Sassi. Di questi nuovi quartieri quello realizzato dall'INA-Casa, denominato Le "Spine Bianche", rappresenta ad esempio un'opera di grande rilevanza architettonica di quella corrente Neorealista del Razionalismo italiano del secondo dopoguerra.
Nel 1986 una nuova legge nazionale finanzia il recupero degli antichi rioni materani, ormai degradati da oltre trent'anni di abbandono. Nel 1993 i Sassi di Matera vengono dichiarati dall'UNESCO Patrimonio mondiale dell'umanità.

## Anni Duemila
Nel 2014 la città viene nominata Capitale europea della cultura per il 2019.
A seguito della designazione di Matera capitale europea della cultura 2019, è stato presentato nel 2018 un progetto di riqualificazione della stazione centrale, redatto dall'architetto Stefano Boeri.
Il 14 febbraio 2023 a nord di Matera cadde un corpo extraterrestre denominato in seguito meteorite Matera o bolide di San Valentino, ritrovato da due fratelli astrofili materani. In seguito al ritrovamento a Matera venne dedicato l'asteroide 92278.